# Métaplasme
En rhétorique, on nomme métaplasme toute modification phonétique ou morphologique qui altère l'intégrité d'un mot par addition, suppression, substitution ou permutation (les quatre opérations fondamentales décrites par le Groupe µ) d'unités (phonétiques ou morphologiques).
Les métaplasmes sont décrits en détail dans les articles qui leur sont consacrés.

## Histoire
Le grammairien latin Consentius a écrit Sur les barbarismes et les métaplasmes, ouvrage daté du Ve siècle, dont des fragments ont été compilés par Heinrich Keil.

## Métaplasmes par addition
- prothèse : ajout d'un ou plusieurs phonèmes en début de mot ;
- paragoge (et phonème éphelcystique, liaison (linguistique)) : ajout d'un ou plusieurs phonèmes en fin de mot ;
- anaptyxe : insertion d'un phonème vocalique entre des consonnes ;
- épenthèse : insertion d'un phonème vocalique ou consonantique entre des consonnes ;
- svarabhakti : insertion d'une voyelle d'appui entre des consonnes ;
- diérèse : séparation d'une syllabe en deux par vocalisation d'une consonne spirante ;
- agglutination : réunion en une seule unité de deux ou plusieurs termes originairement distincts.

## Métaplasmes par suppression
- syncope (et hyphérèse) : suppression d'une syllabe complète ;
- apocope (et élision) : suppression d'un ou plusieurs phonèmes à la fin du mot ;
- aphérèse (et élision inverse) : suppression d'un ou plusieurs phonèmes au début du mot.
- déglutination : forme d'aphérèse reposant sur une mauvaise coupe du mot, compris comme s'il était précédé d'un article (ex. : en anglais, an apron, à partir de napperon ou en français, des lecteurs, à partir d'électeurs)

Toutes ces suppressions sont des amuïssements.

## Métaplasmes par fusion
Quand deux voyelles sont en hiatus, leur fusion est une synalèphe par : 
- contraction
- crase
- synérèse
- synizèse
- coalescence
- kṣaipra

## Métaplasmes par déplacement ou permutation
- métathèse : permutation d'un ou plusieurs phonèmes plus ou moins proches
- métathèse de quantité : permutation de la quantité vocalique de voyelles en contact
- anagramme : procédé littéraire de permutation de lettres
  - contrepèterie : anagramme étendue à une phrase